# Remus Câmpeanu (fotbalist)
Remus Câmpeanu (n. 8 septembrie 1938, Cluj, România – d. 3 aprilie 2021) a fost un fotbalist român, care a jucat ca fundaș stânga pentru Universitatea Cluj. El a fost, de asemenea,  Președintele Universității Cluj din 1975 până în 1989. Nepotul său Septimiu Câmpeanu a fost, de asemenea, un fotbalist care a jucat la  Universitatea Cluj. La 13 mai 2013, pe Cluj Arena la pauza meciului dintre  Universitatea Cluj și CSMS Iași a primit titlul de Cetățean de Onoare al județului Cluj - "Clujean de Onoare".

## Onoruri
Universitatea Cluj
- Cupa României: 1964–65[1]